# Tâtonnement-Prozess
Der Tâtonnement-Prozess [tɑtɔnˈmɑ̃] (frz. »tastender Versuch«, »Herantasten«) beschreibt die Interpretation des Marktmechanismus als Auktionsverfahren nach Léon Walras.
Es wird unterstellt, es gebe einen Auktionator, den Walras-Auktionator (unsichtbare Hand), der zunächst beliebige Preise für Güter und Faktoren bekannt gibt und dem die von den Konsumenten und Unternehmen zu diesen Preisen angebotenen und nachgefragten Mengen mitgeteilt werden. Stimmen Angebot und Nachfrage nicht überein, ändert der Auktionator die Preise, bis sich ein Marktgleichgewicht ergibt.
Vorgehensweise des Auktionators:
- Überschussnachfrage: erhöhe den Preis
- Überschussangebot: senke den Preis

Durch Versuch und Irrtum tastet der Auktionator sich an den Gleichgewichtspreis an. Erst dann kommt es zum Tausch.
Grundannahmen des Walras’schen Modells sind:
- Es herrscht vollständige Konkurrenz.
- Konsumenten verhalten sich nutzenmaximierend (rational).
- Es kann nur zu Gleichgewichtspreisen gehandelt werden.
- Nutzen- und Produktionsfunktionen sind stetig (bei diskreten Mengen und Preisen besteht die Gefahr, dass kein exaktes Gleichgewicht existiert).

Der Tâtonnement-Prozess liefert keine reale Erklärung der Funktionsweise der »unsichtbaren Hand« des Marktes, schon weil es in der Realität keinen (zentralen) Auktionator gibt.